# Sinoderces nawanensis
Espèce
Sinoderces nawanensis est une espèce d'araignées aranéomorphes de la famille des Psilodercidae.

## Distribution
Cette espèce est endémique du Guangxi en Chine,. Elle se rencontre  dans le xian de Long'an.

## Description
Le mâle holotype mesure 2,02 mm et la femelle paratype 2,23 mm.

## Étymologie
Son nom d'espèce, composé de nawan et du suffixe latin -ensis, « qui vit dans, qui habite », lui a été donné en référence au lieu de sa découverte, Nawan.

## Publication originale
- Liu, Li, Li & Zheng, 2017 : Five new genera of the subfamily Psilodercinae (Araneae: Ochyroceratidae) from Southeast Asia. Zoological Systematics vol. 42, no 4, p. 395-417.